# 熊岡譲
熊岡 譲（くまおか ゆずる、1887年（明治20年） - 1945年（昭和20年）6月16日）は、日本の海軍軍人。海軍潜水学校校長。潜水戦隊司令官を歴任。最終階級は海軍中将。

## 略歴
静岡県出身。静岡中学校を経て、1908年（明治41年）11月、海軍兵学校（36期）卒業。1910年1月、海軍少尉任官。1911年（明治44年）12月、海軍中尉、1913年（大正2年）12月、海軍大学校乙種学生、1914年（大正3年）12月、海軍大尉、1917年（大正6年）12月、海軍大学校入学（甲種学生）、1919年（大正8年）12月、海軍大学校甲種17期卒業・呂号第十三潜水艦艦長。1920年（大正9年）12月、海軍少佐、1924年（大正13年）12月、海軍中佐・第十四潜水隊司令、1929年（昭和4年）11月、海軍大佐、1935年（昭和10年）11月、海軍少将・海軍艦政本部第六部長、1936年（昭和11年）8月、第3潜水戦隊司令官、1937年（昭和12年）12月、第1潜水戦隊司令官、1938年（昭和13年）11月、海軍潜水学校校長。1939年（昭和14年）11月、海軍中将、軍令部出仕、1940年（昭和15年）3月15日、待命となり、21日、予備役に編入された。
海軍兵学校（36期）同期に南雲忠一。